# Drozdov (okres Beroun)
Drozdov (německy Drosdow) je obec v okrese Beroun ve Středočeském kraji, asi 5 km severozápadně od Hořovic. Žije zde 787 obyvatel.

## Historie
První písemná zmínka o obci pochází z roku 1368. Obec byla pojmenována po šlechtickém rodu Drozdů.

## Obecní správa

### Části obce
- Drozdov (k. ú. Drozdov)

Sousedními obcemi sídla jsou Bzová, Líšná, Záluží, Točník, Žebrák a Cerhovice.

### Územněsprávní začlenění
Dějiny územněsprávního začleňování zahrnují období od roku 1850 do současnosti. V chronologickém přehledu je uvedena územně administrativní příslušnost obce v roce, kdy ke změně došlo:
- 1850 země česká, kraj Praha, politický i soudní okres Hořovice[4]
- 1855 země česká, kraj Praha, soudní okres Hořovice
- 1868 země česká, politický i soudní okres Hořovice
- 1939 země česká, Oberlandrat Plzeň, politický i soudní okres Hořovice[5]
- 1942 země česká, Oberlandrat Praha, politický okres Beroun, soudní okres Hořovice[6]
- 1945 země česká, správní i soudní okres Hořovice[7]
- 1949 Pražský kraj, okres Hořovice[8]
- 1960 Středočeský kraj, okres Beroun
- 2003 Středočeský kraj, obec s rozšířenou působností Hořovice

## Společnost

### Rok 1932
V obci Drozdov (786 obyvatel) byly v roce 1932 evidovány tyto živnosti a obchody: 3 obchodníci s dobytkem, holič, 3 hostince, chemická továrna, 2 koláři, konsum Včela, kovář, 2 obuvníci, pekař, obchod s lahvovým pivem, pokrývač, 2 porodní asistentky, rolník, řezník, 3 obchody se smíšeným zbožím, spořitelní a záložní spolek pro Drozdov a Třenice, trafika, 2 truhláři, zednický mistr.

## Pamětihodnosti
- Výklenková kaplička se sochou svatého Jana Nepomuckého na návsi

## Doprava

### Dopravní síť
Do obce vedou silnice III. třídy. Územím obce vede silnice II/605 Praha – Plzeň – Rozvadov. Železniční trať ani stanice či zastávka na území obce nejsou.

### Autobusová doprava 2024
Autobusovou dopravu v obci Drozdov zajišťuje společnost Arriva Střední Čechy. Obec je součástí Pražské integrované dopravy (PID). V obci se nacházejí zastávky Drozdov a Drozdov,škola. Obec obsluhují autobusové linky 527 a 548. Linka 527 propojuje Komárov, Újezd, Cerhovice, Drozdov a Žebrák. Linka 548 propojuje Praskolesy s Tihavou, Hořovicemi, Tlusticí, Zálužím, Cerhovicemi, Drozdovem, Týčkem a Zbirohem.